# 白瀑神社
白瀑神社（しらたきじんじゃ）は秋田県山本郡八峰町にある神社である。境内には八幡神社、菅原神社、唐松神社がある。八森町の曹洞宗の寺院である松源院の起源は白瀑神社と一緒であったとされる。八幡神社は本館城の城主だったが八森本館一揆によって殺された武田重左衛門を祀ったものである。
白瀑神社は江戸時代に秋田六郡三十三観音霊場の28番札所として指定されていた。

## 白瀑神社縁起
白瀑神社は円仁の開基で、仁寿3年この社に詣でて不動尊を彫刻し、瀑の北方の岩の上に安置し国土安全を祈願したとされる。その後、秋田城之介や佐竹氏の寄進があった。はじめは神仏習合のため「不動社」呼ばれたが明治に白瀑神社と名称を改めて明治5年郷社となった。また明治43年には旧八森町の30社が白瀑神社に合祀されている。

## 各種の記録

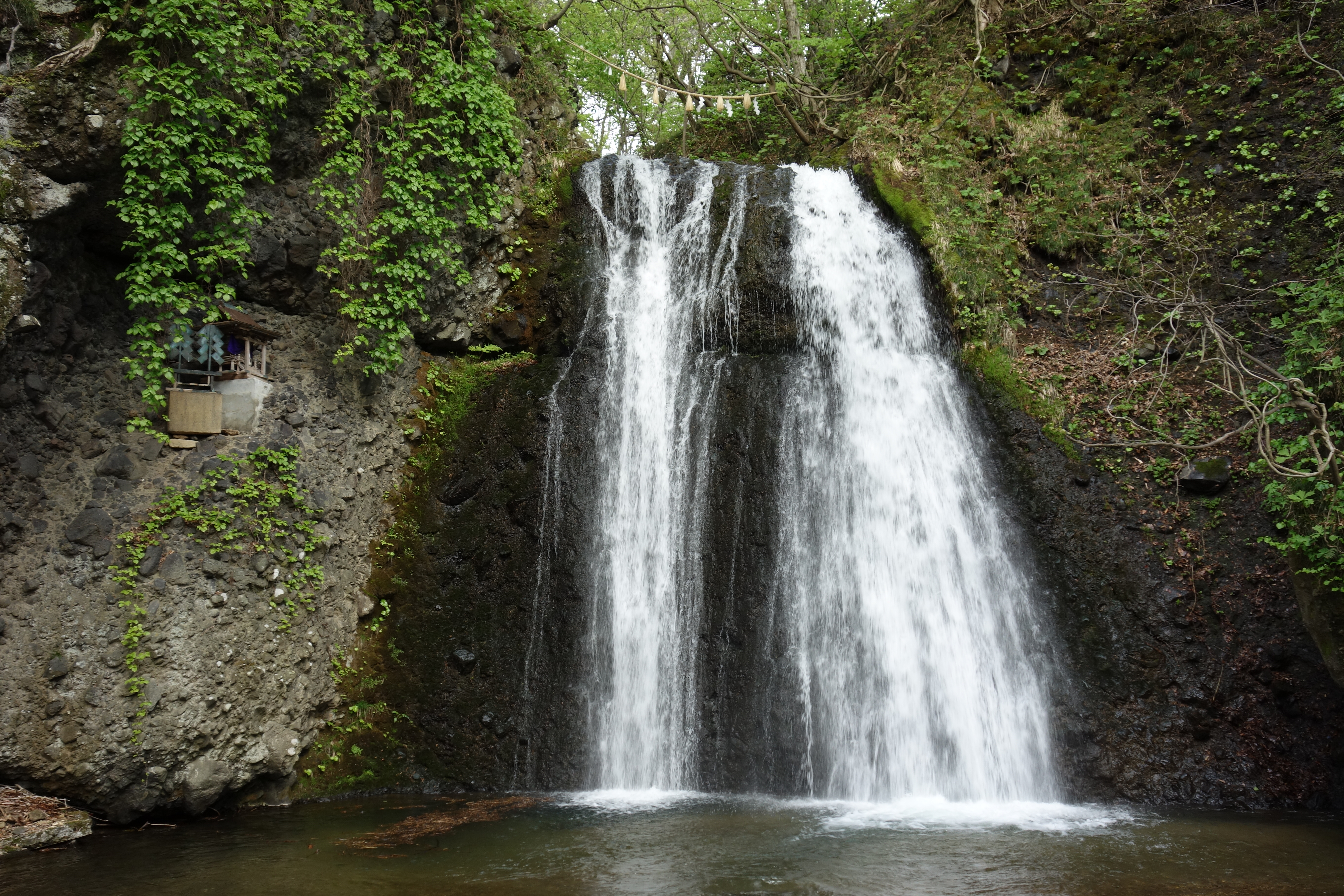
白瀑

菅江真澄は、1801年の『雪の道奥雪の出羽路』、1803年の『浦の笛瀧』、1807年の『雄賀良能多奇』で白瀑神社を訪れ白瀑神社のいわれを記録している。菅江真澄は「昔は川堂村といって、宝塔寺という寺があったが、天慶7年(944年)8月の大地震で倒れ、塔も村の住居も埋没したので村を温泉村にうつし、そこに8つの森があったので八森という村名にした」と記録している。また「昔は沢山の堂があったが、地震後に地蔵菩薩は土の中から掘り出されたが、観世音菩薩は水底に失われた」としている。
『山本郡探勝案内 (p.10)』に記載されている『秋田のむかし』からの引用でも同様のことが書かれている。 

## みこし祭り

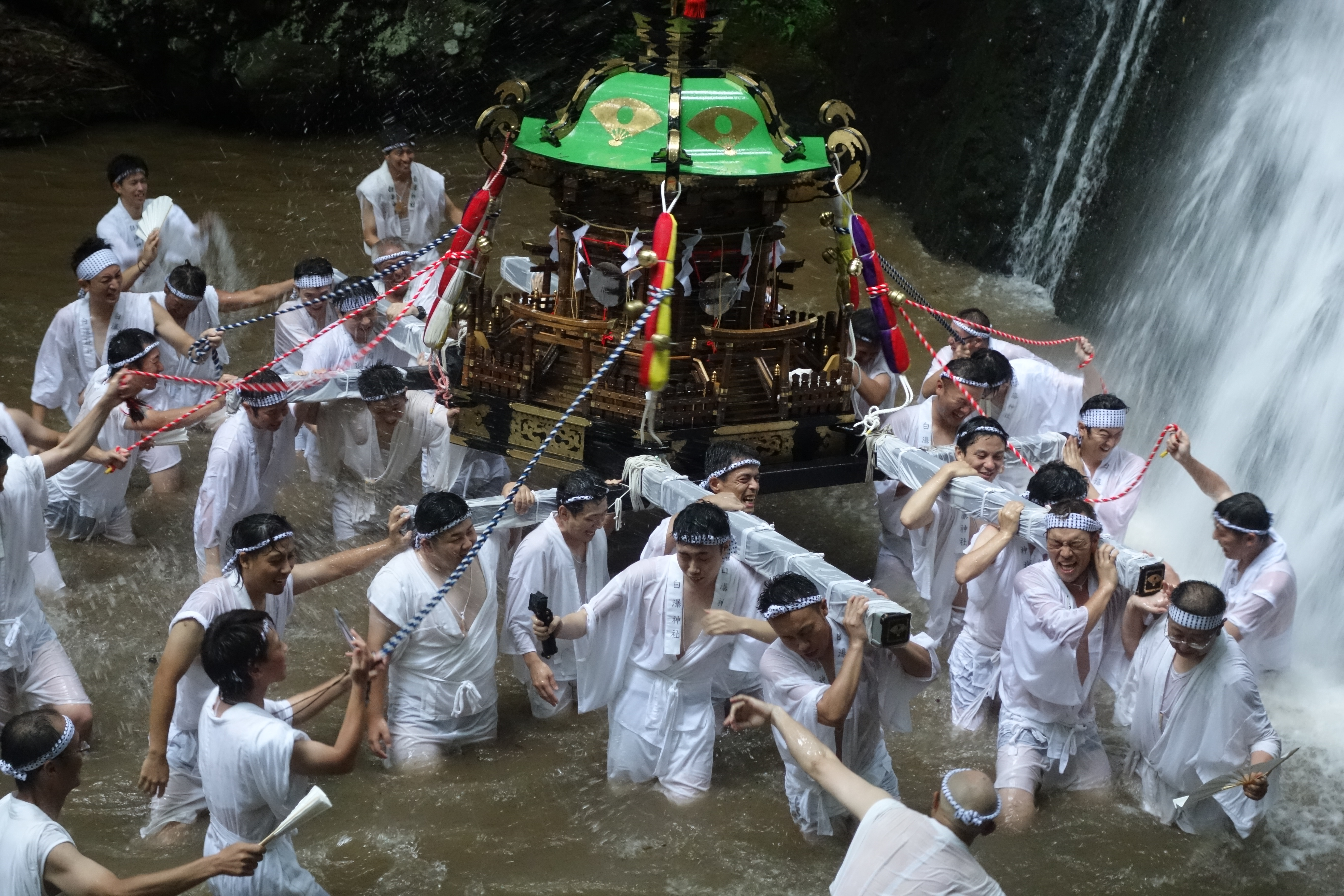
白瀑神社みこし祭り

毎年、8月1日の例祭に行われる白瀑神社の例大祭である。朝7時に当番町の男衆たちが白装束で御輿をかつぎ町内を練り歩いた後、正午過ぎに神社の裏手の白瀑(高さ17m)の滝壺に入り、そこで御輿を練る祭り。みこしが滝に入るのは全国でも珍しいと言われている。

## 交通
最寄り駅:JR東八森駅から徒歩で10分

## 参考資料
- 秋田神社名鑑、平成3年、秋田県神社庁